# Doktor.se
Doktor.se är en aktör inom digital vård i Sverige, men äger även fysiska vårdcentraler. Doktorse Nordic AB driver idag både fysisk vård samt digital vård och totalt arbetar cirka 700 medarbetare inom Doktor.se gruppen.

## Historia
Doktor.se grundades 2016.
Ambitionen med doktor.se är att effektivisera och skapa bättre tillgänglighet till svensk sjukvård. Genom att låta den första vårdkontakten bli digital, sparas både utrymme och resurser åt både individ och samhälle i stort. Fler patienter får vård snabbare, samtidigt som den traditionella vården avlastas, vilket frigör resurser åt patienter som verkligen behöver fysiska läkarbesök.
På doktor.se arbetar dedikerade sjuksköterskor, specialistsköterskor, allmänläkare, specialistläkare, psykologer, kuratorer och sjukgymnaster via digitala och fysiska vårdcentraler.